# Marjan Podobnik
Marjan Podobnik (Circhina, 24 dicembre 1960) è un politico e imprenditore sloveno.

## Biografia
Uomo d'affari, ex vice-premier sloveno, è fratello minore del politico sloveno Janez Podobnik, ex ministro dell'Ambiente.

Ha conseguito la maturità al ginnasio Jurij Vega di Idria e il diploma alla facoltà di Biotecnica a Lubiana.

È stato quindi consulente agricolo e manager della cooperativa agricola di Idria.

Nel 1988 è stato tra i fondatori della Lega dei giovani agricoltori della Slovenia (slov Zveze slovenske kmečke mladine) poi diventato Partito Popolare Sloveno.

Attualmente è attivo nella Lega nazionale slovena (slov Slovenske narodne zveze, SNZ) all'interno del SLS e nel 2007 ha fondato il movimento 25 giugno (Zavod 25. junij o in modo esteso Zavod za varovanje narodne dediščine 25. junij).
Il 26 aprile 2008, un centinaio di militanti del “movimento 25 giugno 1991” guidati dallo stesso Marjan Podobnik ed altre centinaia di manifestanti, hanno bloccato il valico confinario di Sicciole per parecchie ore. . Già in passato Marjan Podobnik ha avuto posizioni molto critiche nei confronti della Croazia rea di “occupare violentemente parti del territorio sloveno” ; ha anche incitato alla disubbidienza civile se non fossero stati rimossi i vasi di fiori che ostruiscono l'accesso al "sentiero europeo" che conduce alla casa di Joško Joras, il “combattente per il confine meridionale” .